# 维尼亚夫斯基国际小提琴比赛
国际亨里克·维尼亚夫斯基小提琴比赛（波蘭語：Międzynarodowy Konkurs Skrzypcowy im. Henryka Wieniawskiego）是世界著名小提琴比赛之一，始于1935年，为纪念小提琴家亨里克·维尼亚夫斯基百年诞辰而创建。 

## 历史
比赛的创始人是亚当·维尼亚夫斯基——小提琴家亨里克·维尼亚夫斯基之侄，目标是扩大维尼亚夫斯基音乐的影响力，并帮助年轻的小提琴人才。首届比赛在华沙举办，採二輪制。1939年因第二次世界大战中断，1952年以来比赛每五年在波兹南举行一次，由30岁以下的小提琴家参加，賽制也擴大為三輪制。2001年起，此賽事擴編為四輪制賽事。

## 評委
- 马克西姆·文格洛夫，第15屆主審
- 奧古斯丁·杜梅，第16屆主審

## 知名获奖者

### 歷屆冠軍
- 第1屆（1935年）：吉娜特·內弗，代表法國
- 第2屆（1952年）：伊戈尔·奥伊斯特拉赫，蘇聯
- 第3屆（1957年）：罗扎·法恩，蘇聯
- 第4屆（1962年）：查尔斯·特雷格（英语：Charles Treger），美國
- 第5屆（1967年）：皮特·雅诺夫斯基（英语：Piotr Janowski），波蘭
- 第6屆（1972年）：塔蒂亚娜·格林迪连科，蘇聯
- 第7屆（1977年）：瓦迪姆·布罗德斯基（英语：Vadim Brodski），蘇聯
- 第8屆（1981年）：漆原啟子，日本
- 第9屆（1986年）：葉夫根尼·布茲科夫，蘇聯
- 第10屆（1991年）：巴特克·尼齊奧爾（英语：Bartek Niziol），波蘭
- 第12屆（2001年）：阿倫娜·巴耶娃（英语：Alena Baeva），俄羅斯
- 第13屆（2006年）：阿加塔·希姆奇維斯卡（英语：Agata Szymczewska），波蘭
- 第14屆（2011年）：尹昭泳（英语：Soyoung Yoon），韓國
- 第15屆（2016年）：韋里科·柴契爾伯里（英语：Veriko Tchumburidze），喬治亞／土耳其
- 第16屆（2022年）：前田妃奈，日本[2]

### 其他
- 大卫·奥伊斯特拉赫（1935年第二名）
- 铃木爱理（日语：鈴木愛理 (ヴァイオリニスト)）（2006年第二名）
- 林品任（2016年第五名）[3]